# Cổng AND
| VÀO | VÀO | RA      |
| A   | B   | A AND B |
| 0   | 0   | 0       |
| 0   | 1   | 0       |
| 1   | 0   | 0       |
| 1   | 1   | 1       |

Cổng AND là một cổng logic dùng để thực hiện hàm AND hai hay nhiều biến. Cổng AND có các ngõ vào tùy thuộc số biến và một ngõ ra. Ngõ ra của cổng là hàm AND của các biến ngõ vào. Bên phải là bảng chân trị mô tả hoạt động của cổng AND 2 ngõ vào A và B.

## Ký hiệu
|                         |                        |                        |
| Ký hiệu theo chuẩn ANSI | Ký hiệu theo chuẩn IEC | Ký hiệu theo chuẩn DIN |

## Toán học
Phương trình cổng AND có 2 ngõ vào:
{\displaystyle Q=A\cdot B}
Trong biểu thức dấu "." không phải tượng trưng cho phép toán nhân bình thường mà nó tượng trưng cho phép toán AND, đôi khi bỏ luôn dấu chấm ".".
- Ngõ ra cổng AND chỉ ở mức cao (1) khi tất cả các ngõ vào ở mức cao (1).
- Khi có một ngõ vào ở mức thấp (0) thì ngõ ra luôn ở mức thấp (0) bất chấp các ngõ vào còn lại.

## Cấu tạo

Cổng AND làm từ Diode

## Thay thế
Nếu không sẵn có cổng AND thì chúng ta có thể tạo ra nó từ cổng NAND hay cổng NOR, vì cổng NAND và cổng NOR được xem là các cổng đa năng, nghĩa là chúng ta có thể chỉ cần sử dụng cổng NAND (hoặc chỉ cần sử dụng cổng NOR) để tạo ra tất cả các cổng logic khác. Cổng XOR cũng có thể dùng để tạo ra cổng NAND, nhưng người ta hiếm khi làm vậy.
| Nguyên mẫu | Dựa trên NAND | Dựa trên NOR |
| ---------- | ------------- | ------------ |
|            |               |              |